# Песковатское сельское поселение (Городищенский район)
Пескова́тское се́льское поселе́ние — муниципальное образование в Городищенском районе Волгоградской области.
Административный центр — хутор Песковатка.

## История
Песковатское сельское поселение образовано 14 мая 2005 года в соответствии с Законом Волгоградской области № 1058-ОД.

## Население
| 2010 | 2012  | 2013  | 2014  | 2015 | 2016 | 2017 |
| ---- | ----- | ----- | ----- | ---- | ---- | ---- |
| 1093 | ↘1085 | ↘1051 | ↘1011 | ↘961 | ↘947 | ↘921 |
| 2018 | 2019  | 2020  | 2021  |      |      |      |
| ↗934 | ↘919  | ↘902  | ↘900  |      |      |      |

## Состав сельского поселения
| № | Населённый пункт | Тип населённого пункта        | Население |
| - | ---------------- | ----------------------------- | --------- |
| 1 | Песковатка       | хутор, административный центр | ↘900      |